# Antiarmenismo
Se conoce como antiarmenismo (también referido como sentimiento antiarmenio) a la hostilidad o los prejuicios contra la población, cultura o República de Armenia, pudiéndose mostrar desde expresiones individuales de racismo hasta manifestaciones orquestadas por algún Estado en forma de persecución. Diversas organizaciones han señalado que las dificultades que experimentan las minorías armenias en Turquía son el resultado de la actitud antiarmenia ejercida por el gobierno de dicho país y por grupos ultranacionalistas turcos, como la organización paramilitar Lobos Grises. Tales sentimientos son también prevalentes en Azerbaiyán a raíz de los conflictos que desembocaron en la guerra de Alto Karabaj, y también por razones políticas, llegando al punto de negar la existencia del Estado armenio.
El antiarmenismo está normalmente asociado a la extrema oposición de las acciones de la República de Armenia y a la creencia de una conspiración armenia para la revisión histórica. Así como la supuesta falsificación de la historia con fines políticos y la creencia de que Armenia está tratando de anexionarse territorio de sus países vecinos injustamente.

## Persecución bajo el Imperio Otomano y Turquía
Los armenios han sufrido la persecución del gobierno turco durante más de un siglo. En 1895, las rebeliones entre los armenios sometidos por el Imperio otomano llevaron a la decisión del sultán Abdül Hamid de masacrar decenas de miles de armenios en las masacres hamidianas. De acuerdo a los armenios y a la mayoría de eruditos occidentales, durante la Primera Guerra Mundial, el gobierno otomano masacró a cerca de 1,5 millones de armenios en un genocidio conocido como genocidio armenio u holocausto armenio. La posición del actual gobierno turco es la de afirmar que los armenios muertos fueron víctimas de las penurias a consecuencia de la guerra, que el número de víctimas es exagerado y que no hubo ninguna clase de genocidio.
En 2004, Belge Films, el distribuidor de películas en Turquía forzó la salida de una película de Atom Egoyan, denominada Ararat, acerca del genocidio armenio; Egoyan recibió por este hecho amenazas del Ülkü Ocakları, una organización ultranacionalista turca que mantiene lazos con los Lobos Grises de Alparslan Türkeş.
El 6 de junio de 2005, la Cámara de Comercio de Ankara propició, con sus anuncios de turismo pagados en la revista TIME Europe, la venta de DVD supuestamente documentales acusando al pueblo armenio de masacrar a turcos. Time Europe, posteriormente, se disculpó por permitir la inclusión de los DVD y publicó una carta de crítica firmada por cinco organizaciones francesas. La edición del 12 de febrero de 2007 de la revista Time Europe incluyó un reconocimiento de la verdad del genocidio armenio y un DVD de un documental realizado por el director francés Laurence Jourdan acerca del genocidio.
El 19 de enero de 2007, Hrant Dink, editor del semanario armenio Agos, fue asesinado en Estambul por Ogün Samast, presuntamente actuando bajo órdenes directas de Yasin Hayal, un militante ultranacionalista turco. Por sus afirmaciones sobre su identidad armenia y su constante demanda por el esclarecimiento del genocidio armenio, Dink había sido procesado en tres ocasiones bajo el Artículo 301 del Código Penal Turco por «insultar la identidad turca». Dink también había recibido numerosas amenazas de muerte de parte de nacionalistas turcos quienes veían su periodismo «iconoclasta» (particularmente relacionado con el genocidio armenio) como un acto de traición a la patria. Alparslan Türkeş, un político actual turco considerado por muchos de tener tendencias fascistas, comenta sobre los armenios:
«Esos que han derrumbado esta nación son griegos, armenios, judíos traidores, kurdos, bosnios y albaneses. ¿Cómo puedes tú, como turco, tolerar esas sucias minorías? Elimina desde adentro a los armenios y kurdos, y a todos los enemigos de Turquía».

## Persecución en Azerbaiyán
Durante la era soviética, los armenios y los azeríes vivieron en paz. Al parecer mucho del sentimiento anti-armenio de la gente de Azerbaiyán tiene su base en la derrota sufrida en la guerra de Nagorno-Karabaj y en la masacre de Khojaly de 1992 perpetrada por paramilitares armenios contra los azeríes durante la guerra. 
Pero la realidad de los hechos sucedidos entre los años 1991 y comienzos de 1992, el pueblo de Khochalu [Khojaly, en azerí] en Nagorno Karabagh fue utilizado por Azerbaiyán como una plataforma para el constante bombardeo de la capital de la República de Nagorno Karabagh, Stepanakert. Para finales de febrero, el incesante ataque de artillería azerí desde Khochalu y otros sectores de Karabagh dejó un saldo de 243 muertos y 491 heridos, entre ellos decenas de niños y mujeres. Además de las pérdidas civiles, el sistemático e intenso bombardeo a la ciudad de Stepanakert provocó la destrucción de hospitales, escuelas y hogares. Con el control de Khochalu, el ejército azerí controló y restringió el acceso al aeropuerto de Karabagh, único vínculo de la República con el exterior, el cual era utilizado para el ingreso de alimentos y ayuda médica de organismos internacionales, destinados principalmente a las víctimas civiles del conflicto. Khochalu fue utilizada no solo para bombardear Stepanakert, sino también diferentes pueblos habitados por armenios de la República de Nagorno Karabagh, lo cual convirtió este enclave en un blanco más que legítimo para las fuerzas de auto-defensa Karabaghíes. A principios de enero de 1992, las autoridades de Nagorno Karabagh tomaron la decisión de neutralizar este enclave estratégico. Dicha decisión fue transmitida no solo al gobierno azerí, sino también, mediante todos los medios de comunicación disponibles, a la población civil de Khochalu, otorgándoles la oportunidad de abandonar el área de operaciones militares a través de un corredor de seguridad. La cúpula de mando azerí, como así también las autoridades locales y militares de Khochalu, estaban informados sobre la existencia del corredor; 1 La República de Nagorno Karabagh se declaró independiente el 2 de septiembre de 1991, en el marco constitucional de la URSS, desvinculándose de la RSS de Azerbaiyán. El conflicto armado por la autodeterminación de los armenios de Nagorno Karabagh se desarrolló entre 1991 y 1994, en que se alcanzó un precario cese al fuego que se mantiene hasta el día de hoy. Las negociaciones entre Armenia y Azerbaiyán para la resolución del conflicto se desarrollan en el marco del Grupo de Minsk de la OSCE. tanto el que era el presidente azerí en ese entonces, Ayaz Mutalibov2, como el alcalde de Khochalu Elman Mamedov confirmaron su conocimiento al respecto en entrevistas brindadas a diversos medios en 1992. Durante el operativo, las fuerzas de autodefensa de la República de Nagorno Karabagh fueron testigos del éxodo masivo de la población civil a través del ya mencionado corredor hacia la ciudad de Aghdam, zona controlada en su totalidad por las tropas azeríes. Un grupo de soldados que utilizó el corredor se desvió junto con una parte de los refugiados hacia el pueblo de Nakhichevanik, por entonces controlado por fuerzas Karabaghíes, provocando un enfrentamiento con severas bajas en ambos bandos. La ofensiva de las fuerzas de autodefensa sobre la base de Khochalu, aún en poder azerí, comenzó el 25 de febrero a las 11:00 PM y fue completado con éxito en las siguientes cinco horas. Las fuerzas de Nagorno Karabagh tomaron el control del área, provocando grandes pérdidas militares por parte de ejército azerí y capturando 700 prisioneros entre militares y civiles; mientras los primeros fueron intercambiados por rehenes armenios, los segundos fueron devueltos a Azerbaiyán.Sin embargo, cabe notar que uno de los sucesos que precipitó el conflicto fue el de pogromos perpetrados por los azeríes contra la etnia armenia residente de los pueblos azeríes de Sumgait en 1988, Kirovabad (Ganja) (1988) y Bakú en 1990. También se sabe que los azeríes cometieron atrocidades como la masacre de Maraghar en 1992.
En 1998, Armenia acusa a Azerbaiyán de embarcarse en la empresa de destruir un cementerio armenio ancestral dentro de la República Autónoma de Najicheván. El 30 de mayo de 2006, Azerbaiyán consigue evitar que el Parlamento Europeo inspeccione y examine dicho cementerio. Charles Tannock, el entonces vocero del Ministerio de Asuntos Exteriores del Partido Conservador del Reino Unido dice en una convención del Parlamento Europeo: «Esto es muy similar a las estatuas de Buda destruidas por los talibán, quienes han vertido hormigón sobre toda el área y la han convertido en un campo militar. Si no tienen algo que esconder, entonces deberían permitirnos inspeccionar aquel lugar». Hannes Swoboda, un socialista australiano y miembro del comité designado para examinar el sitio, tenía la esperanza de que se pudiese conseguir una cita para el otoño de ese año: «Si ellos no nos permiten investigar, entonces eso significa que algo está pasando. Si algo está siendo escondido, queremos saber el porqué lo más pronto posible». Sin embargo, no se llegó a ningún acuerdo, y al parecer el sitio permanece cercado.
En 2004, durante el Programa de Asociación Para la Paz de la OTAN, el teniente azerí Ramil Safarov asesinó al también oficial Gurgen Markaryan, quien contaba con el grado de teniente, y que era de etnia armenia, todo ello mientras este dormía. El crimen de Safarov obtendría respuestas opuestas en su país. Mientras algunos lo alzaban al estatus de héroe nacional, recibía de otros fuertes críticas y condenas.

## Represión en Rusia
Durante el siglo XIX, el zarismo ruso lleva a cabo a cabo una política represiva y un propósito de lucha en contra de todas las minorías étnicas que rodean Rusia. Es en este tiempo que Vasili Lvovich Velichko entra en acción sugiriendo una serie de medidas de corte chovinista enfocadas en contra de las etnias y pueblos de Armenia. Aprovechando cualquier momento para expresar su descontendo llega a decir:
"Los armenios son un ejemplo de extrema braquicefalia; su verdadero instinto racial los hace naturalmente hostiles a nuestro Estado".
La segunda guerra chechena y el terrorismo en Rusia fueron los dos factores que desencadenaron una gran ola de intolerancia, xenofobia y violencia racista por parte de la comunidad rusa hacia la población proveniente del Cáucaso. Hostilidad que afectaría a chechenos, georgianos, azeríes y armenios por igual. Un efecto del sentimiento antiarmenio se dio a conocer en todo el mundo durante el año 2006, cuando seis armenios fueron brutalmente asesinados como resultado de los constantes ataques racistas en contra de los emigrados no eslavos habitando en Rusia. La reacción del gobierno a estos incidentes fue fría, sin atribuirles un carácter racista y evitando condenarlas. Lo cual arrojaría sospechas de un racismo propio del gobierno ruso.

## Sentimiento antiarmenio en Georgia
En el año 2007, la prensa georgiana comenzó una maratón informativa en la cual acusaba despóticamente a la comunidad armenia de controlar la región de Abjasia en las elecciones perlamentarias del 5 de marzo. Esto era debido a que la etnia armenia representaba el 20% del total de la población local. El diario georgiano Sakartvelos Respublika agregaba a esta serie de ataques que la mayoría representativa en el parlamento se tornaría armenia y que hasta existiría la amenaza de que un presidente armenio fuese electo. Aquel diario también reportaba que la región de Abjasia podría estar recibiendo asistencia financiera de contribuyentes armenios residentes en los Estados Unidos en busca de intereses políticos.
Algunos grupos de armenios consideraban que artículos como los de la prensa georgiana intentaban crear un conflicto entre los armenios y los residentes étnicos de Abjasia (abjasos), y entonces desestabilizar la región. La guerra de Abjasia de 1992, trajo muchos problemas. Por una parte muchos geogianos guardan cierto descontento debido a que las fuerzas separatistas abjasas fueron apoyadas por Rusia además de considerarla una guerra injusta y de intervención extranjera. Por otra parte, ese descontento se transmite hacia la comunidad armenia, ya que en ambos conflictos, la guerra de Abjasia de 1992 y el conflicto georgiano-abjaso de 1998, Armenia se había mantenido del lado abjaso. Estas dos principales razones han dado origen a muchos problemas entre las diferentes etnias del área, principalmente la armenia.

## Casos de persecución en los Estados Unidos
No es muy común este tipo de prejuicio en los Estados Unidos, sin embargo cabe destacar dos casos notables. En abril de 2007, el editor principal de Los Angeles Times Douglas Frantz, impidió la publicación de una historia sobre el Genocidio armenio escrita por Mark Arax, alegando que como Arax era de ascendencia armenia, su artículo estaría colmado de opiniones y sentimientos encontrados. Arax, quien había publicado artículos sobre el tema sin haber encontrado algún problema anteriormente, consideró que era un acto directo de discriminación y decidió llevar el asunto a los tribunales. Se considera que Frantz, quien aún no ha logrado especificar públicamente el motivo de su decisión sobre el retiro del artículo, se vio influenciado de algún modo debido a su estadía en Estambul, Turquía. Por otra parte Harut Sassounian, un líder social dentro de la comunidad armenia, acusa a Frantz de expresar su negación sobre el Genocidio Armenio. Douglas Frantz argumenta, como comúnmente se hace, que los armenios se rebelaron contra el Imperio Otomano sabiendo de antemano su destino, justificando así la matanza.
Otro incidente, aunque con menos cobertura informativa, fue el de las cartas de odio que hacían comentarios racistas y expresaban la acusación de que la comunidad armenia estaba financiando un fraude electoral a favor de Paul Krekorian, un candidato para alguacil dentro del estado de California.

## El antiarmenismo por parte de individuos
- Por varios meses de 1994, Ahmet Coşar alias Serdar Argic subió cientos de comentarios en Usenet, diciendo que el genocidio armenio nunca sucedió, y que los armenios fueron quienes masacraron a los turcos.
- Un año más tarde, en su libro "¿Es la Iglesia armenia 
ortodoxa", el fundamentalista ortodoxo griego y luchador contra el ecumenismo Theodore Zisis también negó el genocidio, definiéndolo simplemente como "una famosa masacre perpetrada por los turcos en 1915".[29]
- En mayo de 2002 Samuel Weems, publicó su libro Armenia: The Secrets of a "Christian" Terrorist State, donde hace comentarios como «La exportación número uno de Armenia es el terrorismo», además de negar el genocidio armenio.[30]
- El historiador estadounidense Justin McCarthy es conocido por su negación del genocidio armenio mostrándose a favor de Turquía.[31]
- El caricaturista azerbaiyano Kerim Kerimov Mammadhan ha producido alrededor de 4500[32] dibujos con cierto sentimiento antiarmenio, que representan crudas imágenes de la etnia armenia. Los temas comunes de su trabajo incluyen la representación de los armenios como serpientes gigantes, terroristas, fascistas, militaristas y drogadictos. Es conocida su frase «narcomanía y armenismo son la misma enfermedad». A menudo, sus trabajos se burlan del genocidio armenio y de la aceptación de este en varios países.[33] Para él, los armenios son racistas, fascistas y militaristas que planean la dominación mundial.[34][35] En sus caricaturas aparece comúnmente la frase terroristas en referencia a los armenios.